# Bytom Odrzański
Bytom Odrzański (česky Bytom nad Odrou, německy Beuthen an der Oder) je polské město ve Lubušském vojvodství, v okrese Nowa Sól. V roce 2010 zde žilo 4 496 obyvatel.. Město je sídlem městsko-vesnické gminy Bytom Odrzański. Leží na levém břehu řeky Odry.
Na počátku 17. století v něm existovalo význačné protestantské gymnázium Schönaichianum, hojně navštěvované i studenty z řad Jednoty bratrské.